# ムグリン

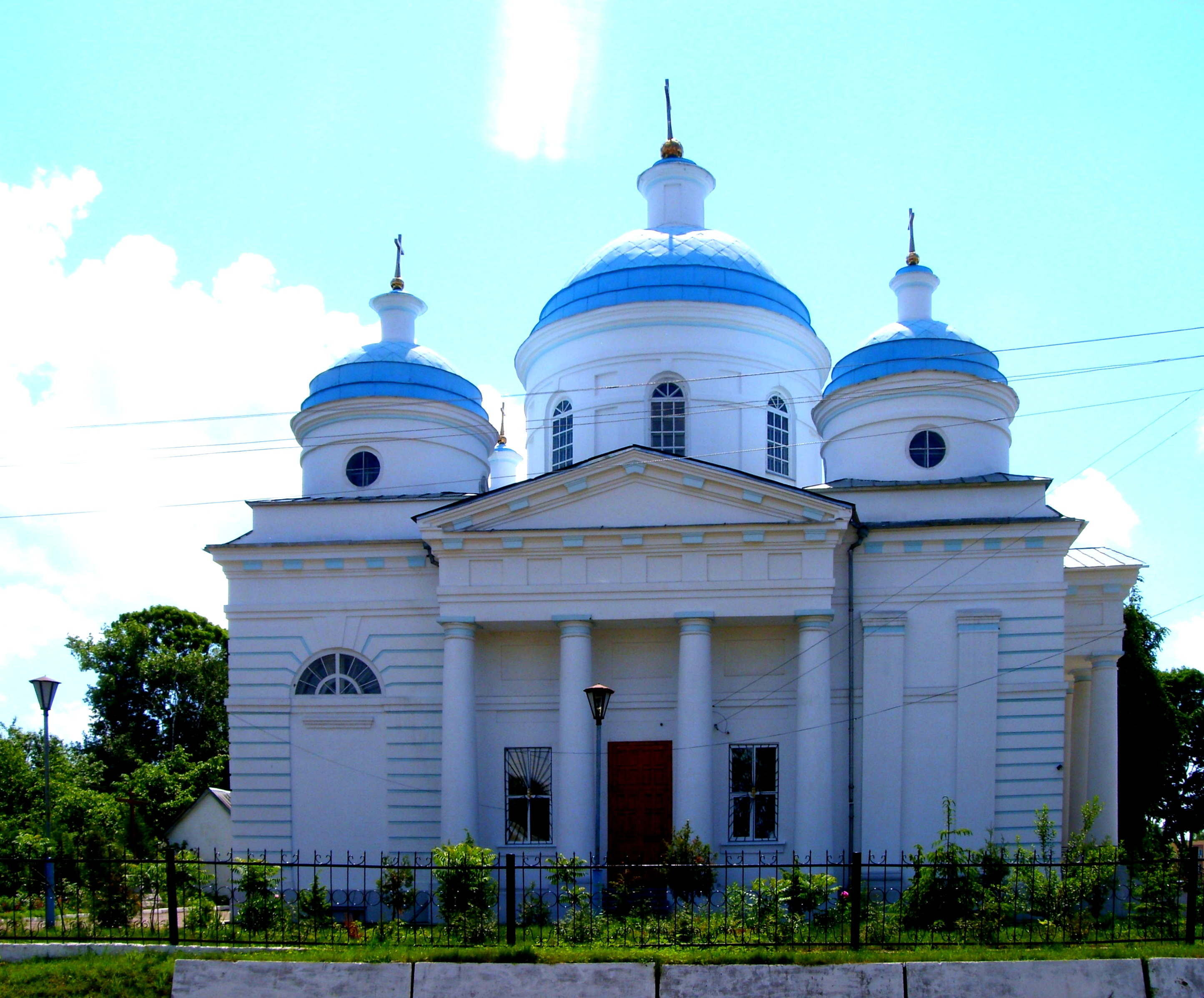

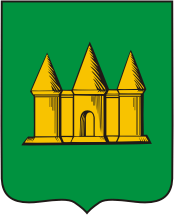
紋章

ムグリン（Мглин）は、ロシア・ブリャンスク州の町。人口は6,916人（2021年）。州都ブリャンスクから西に167kmに位置する。スディンカ川に面する。
ムグリンの名が最初に現れるのが1389年だが、集落は12世紀から存在した。その主なランドマークは生神女就寝大聖堂（1815～30年、新古典主義）である。